# Comic-Con Episode IV: A Fan's Hope
Comic-Con Episode IV: A Fan's Hope je americký dokumentární film režiséra Morgana Spurlocka z roku 2011, pojednávající festivalu Comic-Con, který je každoročně pořádán v San Diegu.
Snímek prezentuje příběhy pěti lidí, kteří cestují na Comic-Con. Jsou jimi začínající komiksoví kreslíři Eric Henson a Skip Harvey, návrhářka kostýmů pro cosplay Holly Conrad, prodejce komiksů Chuck Rozanski a fanoušek James Darling, který chce na conu požádat o ruku svoji přítelkyni. Autentické záběry z Comic-Conu 2010 jsou proloženy rozhovory s osobnostmi a popkulturními tvůrci, jako jsou Frank Miller, Seth Rogen, Eli Roth, Kevin Smith, Matt Groening, Stan Lee, Joss Whedon a další. Jako výkonní producenti se na filmu podíleli Joss Whedon, Stan Lee, Harry Knowles a Gill Champion.
Snímek s rozpočtem 1,5 milionu dolarů měl premiéru na filmovém festivalu v Torontu dne 10. září 2011. Do několika amerických kin byl uveden 6. dubna 2012.